# Zhang Kejian
Zhang Kejian (en chino, 张克俭; Kunshan, Jiangsu; julio de 1961) es el director de la Administración Espacial Nacional China.

## Biografía
Zhang nació en Kunshan, provincia de Jiangsu. Se unió al Partido Comunista en junio de 1992, diez años después de comenzar a trabajar. Se graduó de la Academia China de las Ciencias con un título en física. Trabajó la mayor parte de su carrera en el Chinese Academy of Engineering Physics. 
Es miembro destacado del Partido Comunista de China (PCCh), ascendido a secretario del partido en diciembre de 2007. En septiembre de 2015, fue trasladado a trabajar en la State Administration for Science, Technology and Industry for National Defence como subjefe. También ha asumido el cargo de Viceministro de Industria y Tecnología de la Información, de la que forma parte CNSA, así como Director de la Autoridad de Energía Atómica de China (CAEA) y Director de la Administración Estatal de Ciencia, Tecnología e Industria para Defensa Nacional (SASTIND). 
En mayo de 2018, se convirtió en director de la Administración Espacial Nacional China reemplazado a Tang Dengjie.

## Carrera
Como Director de la CNSA, Zhang lideró exitosos lanzamientos orbitales. En enero de 2019, el Chang'e 4 rover, que aterrizó en el otro lado de la luna, el primer aterrizaje suave en el hemisferio lunar.
Estuvo al mando de la misión espacial Tianwen-1, desde su lanzamiento, el 23 de julio de 2020, siendo esta misión una de las más importantes de China hasta el momento, esta misión lo convierte en el segundo país en orbitar, aterrizar y explorar el planeta Marte.
Zhang fue nombrado una de las 100 personas más influyentes de 2019 por la revista Time.
Otros planes incluyen el desarrollo de un nuevo cohete de carga pesada y sondas robóticas para Marte y Júpiter. Lo más importante, sin embargo,es un acercamiento reciente entre Kejian y el administrador de la NASA Jim Bridenstine, en el que discutieron la posibilidad de proyectos conjuntos de exploración. En el ámbito de la exploración planetaria, China realizará experimentos franceses en su misión Chang'e 6 para devolver muestras de la Luna en 2023-2024.